# Friedrich Kratochwjle
Friedrich Kratochwjle (* 23. August 1882 in Pottendorf, Niederösterreich; † 28. April 1956 in Wien) war ein Wiener Gartenarchitekt und Stadtgartendirektor.

## Leben
Kratochwjle absolvierte eine Gärtnerlehre und studierte an der Höheren Obst- und Gartenbauschule der Gartenbaugesellschaft. 1905 trat er in den Dienst der Gemeinde Wien. 1923–1925 war er Direktor der Höheren Gartenbauschule der Gartenbaugesellschaft, deren Leitung er 1923–1925 übernahm. 1927–1940 und 1945–1950 war er Wiener Stadtgartendirektor.
Kratochwjle vertrat eine aktive und sozial orientierte Grünflächenpolitik im Sinne Julius Tandlers. Als Stadtgartendirektor ließ er in der Zwischenkriegszeit unter anderem den Kongresspark und den Floridsdorfer Wasserpark gestalten und zeichnete für die Bepflanzung der Höfeanlage des Großgemeindebaus George-Washington-Hof verantwortlich. Durch Auflassung kleinerer Friedhöfe entstanden in den 1920er Jahren zahlreiche neue Grünflächen, unter anderem der 1928 eröffnete Märzpark anstelle des Schmelzer Friedhofs im 15. Wiener Gemeindebezirk und der Hartäckerpark im 19. Bezirk; weiters der Schubertpark, Strauß-Lanner-Park und der 1923 anstelle des Matzleinsdorfer Friedhofs eröffnete Waldmüllerpark. Die Donaukanalufer wurden zum Teil gärtnerisch gestaltet. Es entstanden zahlreiche Kinderfreibäder.
Zu Beginn des Zweiten Weltkriegs zeichnete Kratochwjle zunächst noch für die Intensivierung des Obst- und Gemüseanbaus, unter anderem durch Vergabe von „Grabeland“, verantwortlich. 1940 erfolgte aber seine Zwangspensionierung. Kratochwjle wurde 1945 wieder bis 1950 als Stadtgartendirektor eingesetzt. In dieser Zeit wurden die meisten Kriegsschäden behoben. 1945–1949 war Kratochwjle Präsident der Wiener Gartenbaugesellschaft.
Kratochwjle ist auf dem Heiligenstädter Friedhof bestattet.

## Anerkennungen
- Die Kratochwjlestraße in der Donaustadt nördlich der Reichsbrücke ist nach ihm benannt.

## Werke
- Die städtischen Gärten Wiens.  Wien 1931.